# Eldikan
Eldikan – osiedle typu miejskiego w Rosji, w Jakucji. W 2010 roku liczyło 1515 mieszkańców.